# Giải bóng đá Vô địch U-19 Quốc gia Việt Nam
Giải bóng đá Vô địch U-19 Quốc gia (trước đây được gọi là Giải bóng đá U-19 Quốc gia) là giải đấu bóng đá quốc gia thường niên dành cho lứa tuổi dưới 19 do Liên đoàn bóng đá Việt Nam tổ chức. Từ năm 2005 trở về trước, giải dành cho các cầu thủ dưới 18 tuổi.
Những năm 1990, giải đấu được thành lập với tư cách là giải bóng đá dành cho độ tuổi U-19, với hai mùa giải trong các năm 1996 và 1997. Trong giai đoạn từ năm 1998 đến năm 2005, giải dành cho các cầu thủ dưới 18 tuổi nên còn được gọi là Giải bóng đá U-18 Quốc gia. Năm 2006, VFF chuyển đổi trở lại giải U-18 thành U-19 Quốc gia từ đó đến nay.

## Các đội đoạt huy chương
| Năm                                    | Nơi đăng cai          | Chung kết                     | Chung kết   | Chung kết                          | Hạng ba                                              |
| Năm                                    | Nơi đăng cai          | Vô địch                       | Tỷ số       | Á quân                             | Hạng ba                                              |
| -------------------------------------- | --------------------- | ----------------------------- | ----------- | ---------------------------------- | ---------------------------------------------------- |
| Giải bóng đá U-19 Quốc gia (1996–1997) |                       |                               |             |                                    |                                                      |
| 1996                                   | Hà Nội                | Thành phố Hồ Chí Minh         | 1–0         | Hà Nội                             | Câu lạc bộ Quân đội                                  |
| 1997                                   | Hà Nội                | Thanh Hóa                     | 1–0         | Câu lạc bộ Quân đội                | Hà Nội và Long An                                    |
| Giải bóng đá U-18 Quốc gia (1998–2005) |                       |                               |             |                                    |                                                      |
| 1998                                   | Hà Nội                | Thể Công                      | 3–1         | Hà Nội                             | Sông Lam Nghệ An và Tiền Giang                       |
| 1999                                   | Hà Tĩnh và Nghệ An    | Sông Lam Nghệ An              | 2–0         | Hà Tĩnh                            | Công an Thành phố Hồ Chí Minh và U-17 Việt Nam       |
| 2000                                   | Hà Tĩnh               | Hà Tĩnh                       | 3–0         | Nam Định                           | Sông Lam Nghệ An và Khánh Hòa                        |
| 2001                                   | Khánh Hòa             | Sông Lam Nghệ An (2)          | 0–0 (5–3 p) | Khánh Hòa                          | Lâm Đồng và Nam Định                                 |
| 2002                                   | Thành phố Hồ Chí Minh | Thể Công (2)                  | 1–0         | Sông Lam Nghệ An                   | Đồng Tháp và Thành phố Hồ Chí Minh                   |
| 2003                                   | Đà Nẵng               | Đồng Tháp                     | 3–0         | Nam Định                           | Đà Nẵng                                              |
| 2004                                   | Hải Phòng             | Sông Lam Nghệ An (3)          | 0–0 (6–5 p) | Thành Long                         | Đồng Tháp và Đà Nẵng                                 |
| 2005                                   | Thành phố Hồ Chí Minh | Sông Lam Nghệ An (4)          | 2–2 (4–3 p) | Thành phố Hồ Chí Minh              | Thể Công và Đồng Nai                                 |
| Giải bóng đá U-19 Quốc gia (2006–nay)  |                       |                               |             |                                    |                                                      |
| 2006                                   | Thành phố Hồ Chí Minh | Sông Lam Nghệ An (5)          | 3–0         | Gạch men Mikado Nam Định           | Thành Long và Bình Dương                             |
| 2007                                   | Nam Định              | Đồng Nai                      | 1–0         | Tài chính Dầu khí Sông Lam Nghệ An | Hà Nội ACB và Đạm Phú Mỹ Nam Định                    |
| 2008                                   | Thành phố Hồ Chí Minh | Thành Long                    | 3–0         | Đồng Tâm Long An                   | Tài chính Dầu khí Sông Lam Nghệ An và An Đô An Giang |
| 2009                                   | Gia Lai               | Viettel (3)                   | 0–0 (4–3 p) | Hoàng Anh Gia Lai                  | Bình Thuận và Becamex Bình Dương                     |
| 2010                                   | Nghệ An               | Than Quảng Ninh               | 1–0         | Tập đoàn Cao su Đồng Tháp          | SHB Đà Nẵng và Megastar E&C Nam Định                 |
| 2011                                   | Phú Thọ               | Hà Nội T&T                    | 1–1 (7–6 p) | Sông Lam Nghệ An                   | Hòa Phát Hà Nội và Đồng Tâm Long An                  |
| 2012                                   | Đà Nẵng               | Tập đoàn Cao su Đồng Tháp (2) | 1–0         | SHB Đà Nẵng                        | Sông Lam Nghệ An và Hà Nội                           |
| 2013                                   | Gia Lai và Kon Tum    | Khatoco Khánh Hòa             | 1–1 (4–3 p) | Sông Lam Nghệ An                   | Hà Nội T&T và Hà Nội                                 |
| 2014                                   | Gia Lai               | Hà Nội T&T (2)                | 0–0 (5–4 p) | Sông Lam Nghệ An                   | Hoàng Anh Gia Lai và Viettel                         |
| 2015                                   | Nghệ An               | PVF                           | 0–0 (4–3 p) | Hà Nội T&T                         | Đồng Tâm Long An và Viettel                          |
| 2016                                   | Khánh Hòa             | Hà Nội T&T (3)                | 1–1 (6–5 p) | Viettel                            | Sanatech Khánh Hòa và PVF                            |
| 2017                                   | Bình Định             | Hà Nội (4)                    | 4–2         | PVF                                | Viettel và Huế                                       |
| 2018                                   | Thừa Thiên Huế        | Đồng Tháp (3)                 | 0–0 (3–2 p) | Hà Nội                             | Viettel và Sông Lam Nghệ An                          |
| 2019                                   | Gia Lai               | Hà Nội (5)                    | 1–0         | Hoàng Anh Gia Lai                  | SHB Đà Nẵng và Sông Lam Nghệ An                      |
| 2020                                   | Hưng Yên              | PVF (2)                       | 2–0         | Hoàng Anh Gia Lai I                | Công an Nhân dân và Sông Lam Nghệ An                 |
| 2021                                   | Bình Dương            | PVF (3)                       | 4–1         | Học viện Nutifood                  | Sông Lam Nghệ An và An Giang                         |
| 2022                                   | Hưng Yên              | Hà Nội (6)                    | 2–1         | Viettel                            | Sông Lam Nghệ An và Học viện Nutifood                |
| 2023                                   | Tây Ninh              | Đông Á Thanh Hóa (2)          | 1–0         | Sông Lam Nghệ An                   | Hà Nội và SHB Đà Nẵng                                |
| 2024                                   | Bình Dương            | Hà Nội (7)                    | 0–0 (4–2 p) | Thể Công – Viettel                 | Sông Lam Nghệ An và LPBank Hoàng Anh Gia Lai         |
| 2024–25                                | Bà Rịa – Vũng Tàu     | PVF (4)                       | 1–0         | Sông Lam Nghệ An                   | Bà Rịa – Vũng Tàu và Đồng Tháp                       |

## Bảng tổng sắp huy chương
| Hạng | Đội bóng                      | Vô địch | Á quân | Hạng ba |
| ---- | ----------------------------- | ------- | ------ | ------- |
| 1    | Hà Nội (2006)                 | 7       | 2      | 2       |
| 2    | Sông Lam Nghệ An              | 5       | 7      | 10      |
| 3    | PVF                           | 4       | 1      | 1       |
| 4    | Thể Công                      | 3       | 4      | 6       |
| 5    | Đồng Tháp                     | 3       | 1      | 3       |
| 6    | Thanh Hóa                     | 2       | 0      | 0       |
| 7    | Khánh Hòa                     | 1       | 1      | 1       |
| 7    | Thành Long                    | 1       | 1      | 1       |
| 7    | Thành phố Hồ Chí Minh         | 1       | 1      | 1       |
| 10   | Hồng Lĩnh Hà Tĩnh             | 1       | 1      | 0       |
| 11   | Đồng Nai                      | 1       | 0      | 1       |
| 12   | Quảng Ninh                    | 1       | 0      | 0       |
| 13   | Nam Định                      | 0       | 3      | 3       |
| 14   | Hoàng Anh Gia Lai             | 0       | 3      | 2       |
| 15   | Hà Nội (1956)                 | 0       | 2      | 4       |
| 16   | Đà Nẵng                       | 0       | 1      | 5       |
| 17   | Long An                       | 0       | 1      | 3       |
| 18   | Học viện Nutifood             | 0       | 1      | 1       |
| 19   | An Giang                      | 0       | 0      | 2       |
| 19   | Bình Dương                    | 0       | 0      | 2       |
| 21   | Bà Rịa – Vũng Tàu             | 0       | 0      | 1       |
| 21   | Bình Thuận                    | 0       | 0      | 1       |
| 21   | Công an Nhân dân              | 0       | 0      | 1       |
| 21   | Công an Thành phố Hồ Chí Minh | 0       | 0      | 1       |
| 21   | Hòa Phát Hà Nội               | 0       | 0      | 1       |
| 21   | Huế                           | 0       | 0      | 1       |
| 21   | Lâm Đồng                      | 0       | 0      | 1       |
| 21   | Sanatech Khánh Hòa            | 0       | 0      | 1       |
| 21   | Tiền Giang                    | 0       | 0      | 1       |
| 21   | U-17 Việt Nam                 | 0       | 0      | 1       |

## Vua phá lưới
| Năm  | Vua phá lưới         | Câu lạc bộ            | Số bàn thắng |
| ---- | -------------------- | --------------------- | ------------ |
| 2004 | Nguyễn Văn Khải      | Đồng Tháp             | 4            |
| 2004 | Nguyễn Văn Mộc       | Đồng Tháp             | 4            |
| 2005 | Nguyễn Quang Tình    | Sông Lam Nghệ An      | 5            |
| 2005 | Phạm Hữu Phát        | Đồng Nai              | 5            |
| 2006 | Nguyễn Hồng Việt     | Sông Lam Nghệ An      | 5            |
| 2007 | Nguyễn Đình Hiệp     | TCDK Sông Lam Nghệ An | 5            |
| 2008 | Lê Đức Tài           | Thành Long            | 7            |
| 2009 | Phạm Thanh Tấn       | Hoàng Anh Gia Lai     | 5            |
| 2010 | Bạch Đăng Khoa       | TĐCS Đồng Tháp        | 2            |
| 2010 | Giang Trần Quách Tân | SHB Đà Nẵng           | 2            |
| 2011 | Nguyễn Việt Phong    | Hòa Phát Hà Nội       | 4            |
| 2012 | Cao Xuân Thắng       | Sông Lam Nghệ An      | 4            |
| 2013 | Đồng Văn Chung       | Sông Lam Nghệ An      | 5            |
| 2014 | Hồ Tuấn Tài          | Sông Lam Nghệ An      | 2            |
| 2014 | Hồ Minh Toàn         | Hoàng Anh Gia Lai     | 2            |
| 2015 | Nguyễn Tiến Linh     | Becamex Bình Dương    | 5            |
| 2016 | Phạm Tuấn Hải        | Hà Nội T&T            | 6            |
| 2017 | Trần Danh Trung      | Viettel               | 6            |
| 2018 | Trần Công Minh       | Đồng Tháp             | 4            |
| 2018 | Lê Văn Xuân          | Hà Nội                | 4            |
| 2018 | Lại Đức Anh          | Sông Lam Nghệ An      | 4            |
| 2019 | Nguyễn Nam Trường    | Hà Nội                | 2            |
| 2019 | Võ Hoàng Minh Khoa   | Becamex Bình Dương    | 2            |
| 2019 | Phạm Bá Thảo         | SHB Đà Nẵng           | 2            |
| 2019 | Kha Tấn Tài          | An Giang              | 2            |
| 2019 | Nguyễn Quốc Việt     | Hoàng Anh Gia Lai     | 2            |
| 2019 | Nguyễn Duy Tâm       | Hoàng Anh Gia Lai     | 2            |
| 2020 | Nguyễn Quốc Việt     | Hoàng Anh Gia Lai     | 3            |
| 2020 | Ngô Văn Lương        | Sông Lam Nghệ An      | 3            |
| 2021 | Nguyễn Quốc Việt     | Học viện NutiFood     | 8            |
| 2022 | Nguyễn Văn Tú        | Viettel               | 3            |
| 2022 | Lê Quang Hiển        | Học viện NutiFood     | 3            |
| 2024 | Nguyễn Đăng Khoa     | Huế                   | 3            |